# Lecidea gypsicola
Lecidea gypsicola är en lavart som beskrevs av Llimona. Lecidea gypsicola ingår i släktet Lecidea och familjen Lecideaceae.   Inga underarter finns listade i Catalogue of Life.